# 薩瑟克爾湖

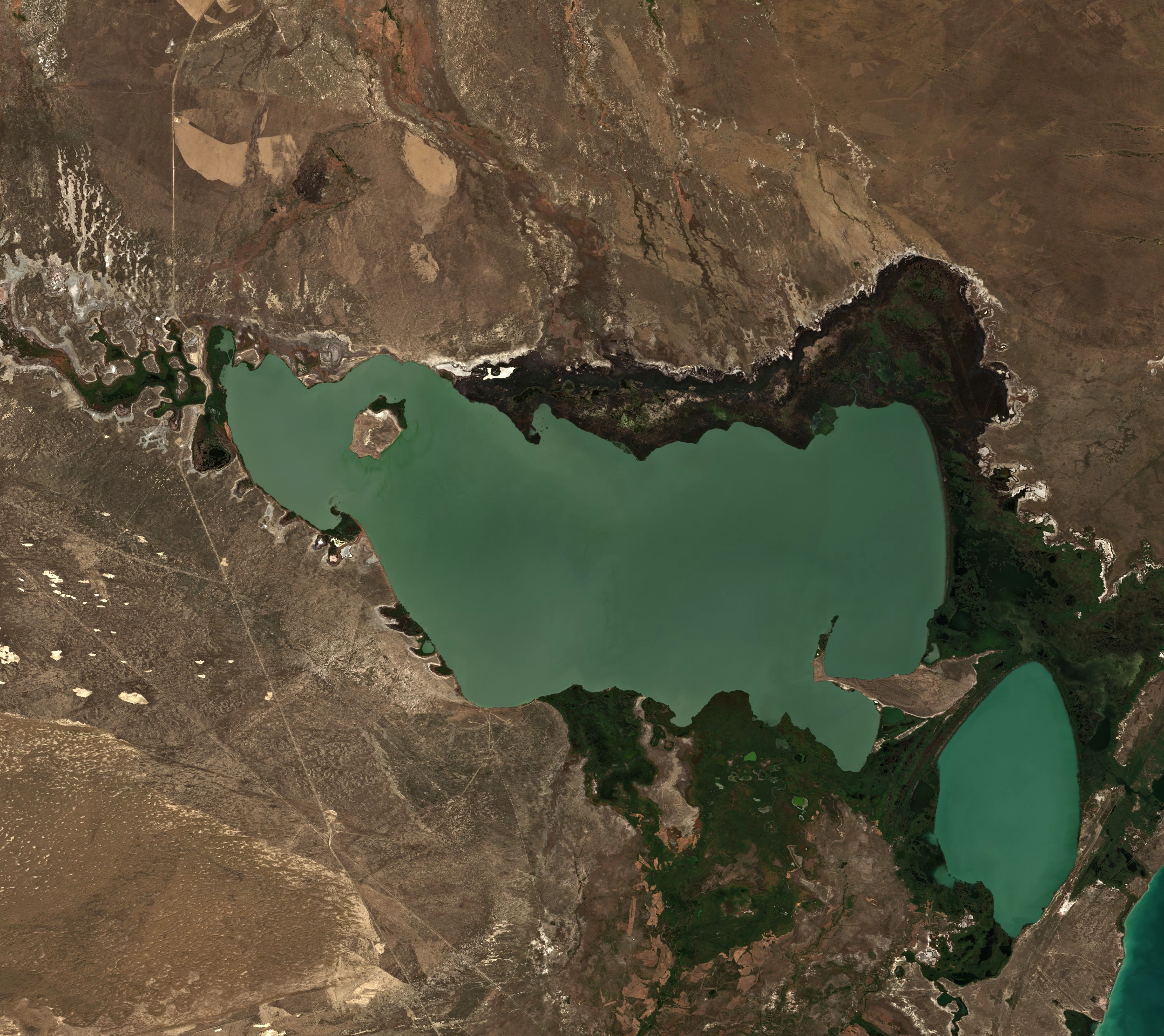
薩瑟克爾湖(哨兵2号影像)

薩瑟克爾湖（哈薩克語：‎）是一個位於哈薩克斯坦的鹹水湖，為杰特苏州和阿拜州所管轄。
面積600平方公里，水位最高時面積達736平方公里。最大深度4.7公尺。湖東南有阿拉科爾湖，中間以沼澤相連。